# Kleine Schiffe
Kleine Schiffe ist ein deutscher Fernsehfilm aus dem Jahr 2013. Die Literaturverfilmung basiert auf dem gleichnamigen Roman von Silke Schütze. Er wurde in Deutschland am 6. Dezember 2013 erstmals im Ersten gesendet, in Frankreich am 31. Juli 2014.

## Handlung
Die 45-jährige Krankengymnastin Franziska geht wegen vermeintlicher Wechseljahresbeschwerden zum Arzt und erfährt, dass sie schwanger ist. Bevor sie ihrem Mann Andreas die Neuigkeit erzählen kann, trennt er sich von ihr, weil er mit ihrem Ordnungs- und Kontrollzwang nicht mehr zurechtkommt.
Sie entscheidet sich für eine Abtreibung und trifft in der Beratungsstelle die quirlige und talentierte 20-jährige Lebenskünstlerin Lilli. Auch sie ist schwanger, doch auch wenn sie zurzeit wohnungslos ist und in ihrem Atelier übernachtet, will sie ihr Kind bekommen. Als sie eines Tages bei Franziska vor der Tür steht, nimmt diese die junge Chaotin zunächst vorübergehend in ihr blitzsauberes Einfamilienhaus auf.
Obwohl die beiden Frauen unterschiedlicher kaum sein könnten, freunden sie sich langsam an und werden zu unersetzlichen Stützen füreinander. Lillis lebensbejahende Art lässt Franziska umdenken, sodass sie sich für das Kind entscheidet, und Franziskas Stärken in der Rechtschreibung und anderen formalen Dingen helfen Lilli dabei, sich an einer Kunsthochschule zu bewerben.

## Kritiken
Daniel Haas von der FAZ nimmt an, die ARD konzipiere Produktionen, damit sie „didaktisch, feministisch und demographisch umfassend einsetzbar“ seien und kritisiert: „Man spekuliert auf gesellschaftspolitische Bedeutung, bleibt aber erzählerisch unter dem Schnitt“. Regisseur Steurer verkenne „sein Sujet: Zwänge sind tatsächlich eine pathologische Geißel (...)“.
Zwar seien die Schauspielerinnen unterfordert, doch trotz der „Unbeholfenheit des Drehbuchs“ erreiche die „Darstellerleistung Oscar-Niveau“, insbesondere Riemanns „elegant stoisches Spiel“.
Tittelbach.tv nennt Kleine Schiffe einen „ungemein unterhaltsamen“ Film. Das Drehbuch konzentriere sich „auf charakterstarke Situationen und spritzige Dialoge“, die Regie setze auf „Tempo & Timing“ und die Hauptdarstellerinnen harmonierten sehr gut miteinander.

## Auszeichnungen
Für ihre Leistung in diesem Filmdrama gewann Aylin Tezel 2015 den Deutschen Schauspielerpreis als beste Darstellerin in einer komödiantischen Rolle. Beim Jupiter-Filmpreis 2014 war der Film nominiert als „Bester TV-Spielfilm“ des Jahrgangs.

## Verweise
- Kleine Schiffe in der ARD-Mediathek. Video (89 Min.), abrufbar bis 1. Juli 2026
- Kleine Schiffe bei filmportal.de